# 오오다테 마사미
오오다테 마사미(일본어: 大館 昌美 おおだて まさみ[*]/Masami Odate, 1990년 5월 8일 ~ )는 주로 2022년 7월 31일 WWE 썸머슬램 2022에서 갑자기 난데없는 들이 닥쳐오고 다코타 카이, 베일리랑 같이 링안에서 공격을 하고 나서야 이때 WWE 대미지 컨트룰이라는 스테이블이 탄생했고 급기야... WWE 이름이 이요 스카이(Iyo Sky)라고 부른다. 2007년 ~ 2022까지 이름이 시라이 이오(일본어: 紫雷 イオ しらい イオ[*]/Io Shirai)라고 한다. 키는 156cm(5 ft 1 in)에다가 몸무게는 54kg(119 lb)나간다. 이 같은 경우 마사미는 일본에서 활동을 하는 아주 특히한 여성이라고 한다. 일본의 여자 프로레슬링선수다. 일본의 카나가와 카마쿠라시에서 태어났다. 2007년 프로레슬링 입문으로 밝혀졌다. 약 19세때 시작을 했다. 피니쉬는 주로 오버 더 문설트(문설트), 619(타이거 페인트 킥)은 주로 레이 미스테리오만 따라했다. 하이 스피드 하이 킥으로 사용을 하는데 이전에는 타지리 요시히로만 따라하는 일이 라고 한다.

## 여담
- 하시모토 토모히코의 제자이다.

- 레이 미스테리오가 우상이다. 619을 사용할 수 있는 것도 이영향 때문이다.

- 세자매 중 막내로, 두 살 위의 언니인 시라이 미오 역시 프로레슬링이다. 이오와 함께 2007년도에 데뷔했다. 남성들과의 경기를 불사하는 터프함과 독설을 한 가득 담은 걸쭉한 입담을 자랑했지만 목 부상으로 2015년도에 은퇴하고 심판과 트레이너를 병행하다 현역에 복귀했다. 언니는 스즈키 미노루와도 대결했다.

- 스타덤 활동 시절 다른 레슬러도 그랬듯이 세미누드 화보를 찍은 적이 있다.

- 하이플라잉에 능한 경기 스타일은 중학교 3학년 때까지 기계체조를 했던 배경에서 나온다. 기계체조를 하던 시절에는 세상에 프로레슬링이란 게 있는 것조차 몰랐다고 한다.

- NXT 시절 "Go back to China"라는 인종차별성 발언을 한 관객에게 "I'm Japanese, bitch"라고 응수하는 게 카메라에 그대로 잡힌 적이 있다.

- 실제 성격은 여린 편에 속하는데 특히 NXT 시절 the sky pirate로 같이 활동하고 메인에서는 대미지 컨트롤로 같이 활동 중인 카이리 세인과의 관계에서 여린 성격이 드러나는 편이다. 카이리가 먼저 메인 로스터에 콜업되자 눈물을 흘리며 배웅을 했고 카이리가 WWE와 계약을 끝내고 스타덤으로 돌아가자 눈물을 흘리며 잠시 이별을 했다. 그리고 카이리가 크라운 주얼에서 깜작 복귀하자 경기 중임에도 불구하고 진심으로 반가워 하는 모습을 보였으며 심지어 5년전인 2019년 당시 카이리가 아나팔락시성 쇼크로 쓰러졌을 때 앰뷸런스, 응급실안에서 카이리의 손을 잡고 죽지 말라며 펑펑 울었을 만큼 실제 성격은 상당히 여린 편에 속한다.

## Professional wrestling highlights
- Finishing moves
  - 619 (Tiger feint kick) - 2007-present
  - High-speed high kick to the head of a kneeling opponent - 2007-present
  - Over-the-Moonsault (Moonsaut) - 2007-present
- Signature moves
  - Arcoiris de Io / Suplex de Io (Bridging package german suplex)
  - Back body drop
  - Lariat
  - Inverted gedo clutch
  - Moonsault double foot stomp
  - Multiple frankensteiner variations
    - Diving
    - Running
    - Springboard
    - Super

  - Rider Kick (Somersault leg drop to the head of a standing opponent
  - Running yakuza kick
  - Side kick
  - Sitout pumphandle scoop slam piledriver
  - Spanish Fly (Moonsault slam)
  - Thunder Splash (Frog splash)
- Entrance themes
  - "Drama" by World Wonder Ring Stardom (Stardom; 2011-2018)
  - "One and Only" by Io Shirai, Mayu Iwatani & Kazuhiro Kojima (Stardom; 2011-2018; used as a member of Mayu Iwatani)
  - "Genius of the Sky" by CFO$ (WWE NXT; 2018-2019)
  - "Tokyo Shock" by Def Rebel (WWE NXT/WWE; 2019-present)
  - "Deliverance" by CFO$ (WWE; 2022; used as a member of Damage Ctrl)
  - "We Got the Rage" by Def Rebel (WWE; 2022-2024; used as a member of Damage Ctrl)
  - "I Took the Power" by Def Rebel (WWE; 2024; used as a member of Damage Ctrl)
  - "Still the Baddest" by Def Rebel feat. Yuka Niiyama (WWE; 2024; used as a member of Damage Ctrl)

## 수상
- 피플스 주니어 올 스타 포터제닉 어워드 (2007) - 시라이 미오
- 랭크드 넘버 4 오브 더 탑 100 피멜 레슬링 인 더 PWI 위민스 100 인 2018
- TLW 월드 영 위민스 태그팀 챔피언 (1회) - 시라이 미오
- TLW 캡턴즈 폴 식스 퍼션  태그팀 토너먼트 (2009) - 가미 언드 시라이 미오
- TLW 월드 영 위민스 태그팀 토너먼트 (2009) - 시라이 미오
- 랭크드 넘버 7 오브 더 탑 10 레슬링 인 2020
- 월드 오브 스타덤 챔피언 (2회)
- 원더 오브 스타덤 챔피언 (2회)
- 가더시즈 오브 스타덤 챔피언 (1회) - 이와타니 마유
- 아이스트 오브 스타덤 챔피언 (6회) - 이와타니 마유 언드 이로하 타쿠미 (1회), 호죠 카이리 언드 이와타니 마유 언드 HZK 언드 와타나베 모모 (1회), AZM 언드 HZK (2회), HZK 언드 바이퍼 (1회)
- SWA 월드 챔피언 (1회)
- 하이 스피드 챔피언 (1회)
- 아이터스트 오브 스타덤 챔피언 토너먼트 (2017) - AZM 언드 HZK
- 가더시즈 오브 스타덤 챔피언 토너먼트 (2015) - 이와타니 마유
- 가더시즈 오브 스타덤 태그 리그 (2015) - 이와타니 마유
- 레드 벨트 챌린저 토너먼트 (2013)
- SWA 월드 챔피언 토너먼트 (2016)
- 5★스타 컵 (2014)
- 5★스타 컵 어워즈 (4회)
  - 5★스타 컵 베스트 매치 어워드 (2015) vs 이와타니 마유 온 8월 23일
  - 5★스타 컵 베스트 매치 어워드 (2016) vs 호조 카이리 온 9월 3일
  - 5★스타 컵 베스트 테닉 어워드 (2013, 2017)
- 스타덤 이열 엔드 어워즈 (8회)
  - 베스트 매치 어워드 (2015) vs 사토무라 메이코 온 12월 23일
  - 베스트 매치 어워드 (2016) vs 이와타니 마유 온 12월 22일
  - 베스트 매치 어워드 (2018) - 이와타니 마유 vs 카게츠 온 하즈키 온 6월 17일
  - 베스트 태그팀 어워드 (2016) - 이와타니 마유
  - MVP 어워드 (2013, 2014, 2016)
  - 아웃스탠딩 퍼모먼스 어워드 (2017)
- WWE NXT 위민스 챔피언 (1회)
- WWE NXT 위민스 태그팀 챔피언 (1회) - 조이 스타크
- WWE 위민스 챔피언 (신 버전) (1회)
- WWE 위민스 월드 챔피언 (1회)
- WWE 위민스 태그팀 챔피언 (2회) - 다코타 카이
- WWE 위민스 머니 인 더 뱅크 (2023)
- 텐스 WWE 위민스 트리플 크라운 챔피언
- 세븐즈 WWE 위민스 그랜드 슬램 챔피언
- WWE 위민스 더스티 로즈 태그팀 클래식 (2022) - 케이 리 레이
- WWE NXT 이열 엔드 어워즈 (3회)
  - 퓨처 오브 스타 NXT (2018)
  - 피멜 컴퓨터 오브 더 이열 (2020)
  - 오버롤 컴퓨터 오브 더 이열 (2020)
- 아메리카 월드 믹스트 태그팀 챔피언 (1회) - 노사와